# ローシェン

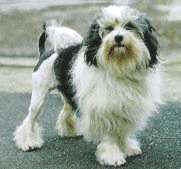
ローシェン

ローシェン（英：Lowchen）とは、フランス原産の愛玩用の犬種である。原産地は時折論争の的となるが、現在はフランス原産ということで落ち着いている。ちなみに、フランスでのこの犬種名の発音をカタカナ表記で表すとレーフェンである。
名称の意味は、ドイツ語で「小さなライオン」。そのため、リトル・ライオン・ドッグと呼ぶこともある（フランスにおいては、ラ・プチ・シアン・リオンの呼称）。

## 歴史
貴婦人のための高ステータスの愛玩用犬種だったショック・ドッグという長い剛毛を持った犬種が先祖であるといわれている。それが改良されてコートがなめらかでやわらかいものになり、毛量を増やしたのがこのローシェンであるが、どのようにして改良されたのかはよく分かっていない。ただし、マルチーズやビション・フリーゼとは近縁であることが分かっている。作出されてすぐにこの犬種のトレードマークであるライオンクリップが開発され、肌が暖かく貴婦人の抱き犬として高い人気を誇った。
しかし、1960年代には人気が暴落し、ギネスブックには世界で最も生存数が少ない犬種として登録されてしまうまでになった。その原因はライオン・クリップの維持に手間がかかったり、当時落ち着きの無い性格でよく無駄吠えをしたことであるといわれている。だが、変わった外見をしていたためにショードッグとして注目されて愛犬家によって改良され、平民でも飼育が出来るように犬質を向上させることによってペットとして地味ながら根強い人気が出るようになった。
現在でも数が少なく珍しい犬種ではあるが、犬種クラブの創設やFCIの公認などがあって徐々に知名度が上がってきている。日本でも数は少なく、毎年登録頭数はワースト単位で時には未登録の年もあるものの熱心な愛好家がいる。

## 特徴
カットが施されていないローシェンは長く柔らかなシャギーコート（尨毛）に覆われているが、原産国でもめったにシャギーコートを伸ばしたままの個体は見つからない。
多くはライオンクリップによって頭と胸にライオンのタテガミのような毛を残し、他犬種のライオンクリップとは異なってマズルの周りを刈り込まず、足首にブレスレット状の毛の房を残す。尾先の部分も毛の房を残して剃り、そのほかの部分は毛を全てカットしてしまう。
垂れ耳、垂れ尾でコートはウエーブがかっていて、毛色はさまざま。体高25～33cm、体重4～8kgの小型犬で、性格は活発で明るい。

## 参考
- 『犬のカタログ2004』（学研）中島眞理 監督・写真
- 『日本と世界の愛犬図鑑2007』（辰巳出版）佐草一優監修
- 『犬の大百科』pp.296-297（誠文堂新光社）アンロジャーズ=クラーク著書、神里洋監修、誠文堂新光社、1997年
- 『デズモンド・モリスの犬種事典』（誠文堂新光社）デズモンド・モリス著書、福山英也、大木卓訳 誠文堂新光社、2007年